# Arctosa camerunensis
Arctosa camerunensis este o specie de păianjeni din genul Arctosa, familia Lycosidae, descrisă de Roewer, 1960.
Este endemică în Camerun. Conform Catalogue of Life specia Arctosa camerunensis nu are subspecii cunoscute.